# مارکو استویانوویچ (بازیکن فوتبال، زاده ۱۹۹۴)
مارکو استویانوویچ (صربی: Марко Стојановић؛ زادهٔ ۳۱ مهٔ ۱۹۹۴) بازیکن فوتبال اهل آلمان است.
از باشگاه‌هایی که در آن بازی کرده‌است می‌توان به باشگاه فوتبال اس‌سی فورتونا کلن اشاره کرد.